# FM-Transmitter

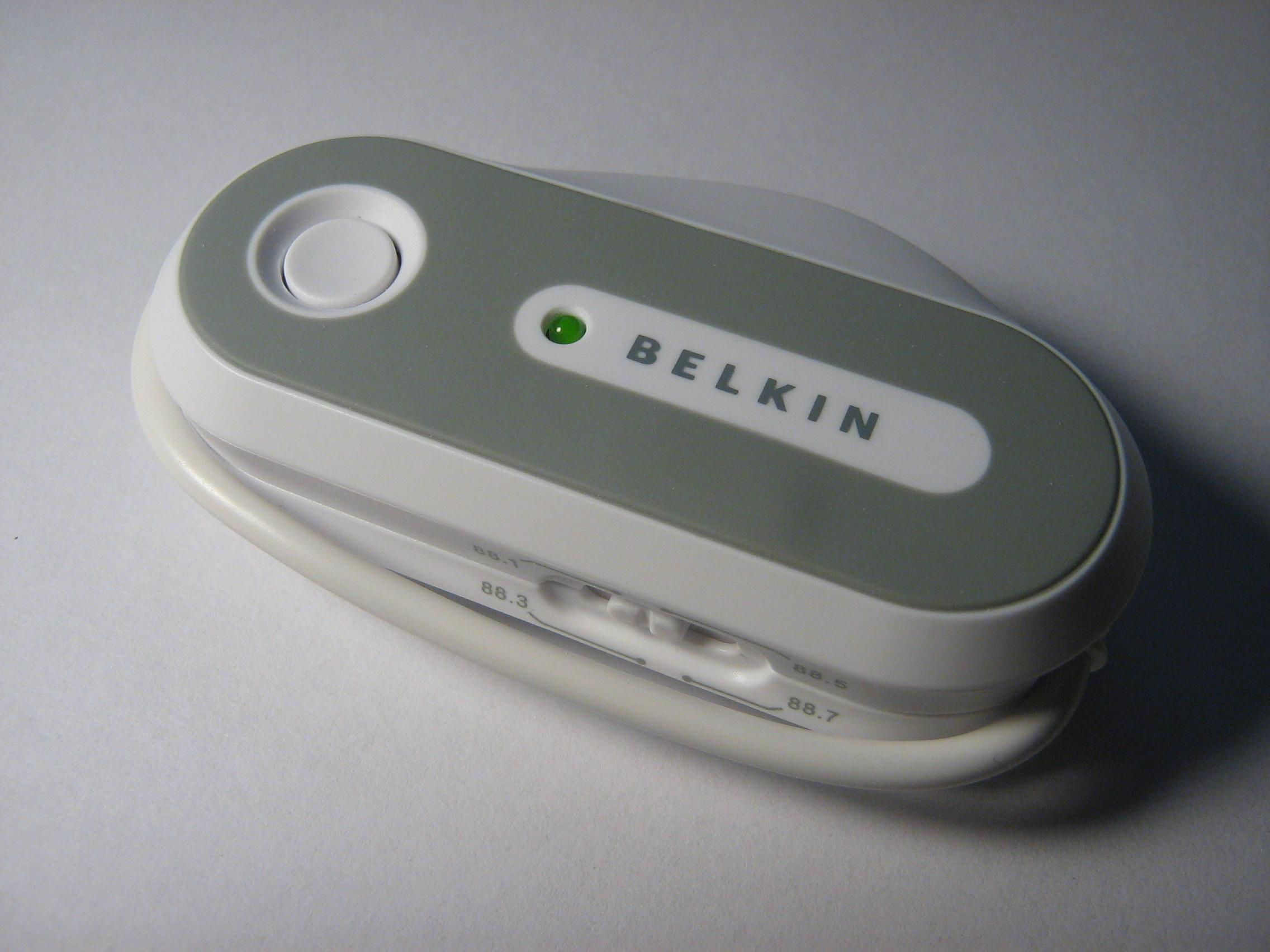
FM-Transmitter

FM-Transmitter (auch Minisender genannt) verbreiten ein beliebiges Audiosignal im näheren Umfeld auf einer UKW-Frequenz. Damit kann z. B. die Musik eines MP3-Spielers auf jedem beliebigen Radio wiedergegeben werden, ohne dass eine Kabelverbindung zum Radio nötig wird. Dies ist z. B. vorteilhaft, wenn ein Autoradio keine externen Audioeingänge besitzt.
Solche Minisender fanden in den vergangenen Jahren zunächst außerhalb Deutschlands, u. a. in den USA, starke Verbreitung. Dort ist der Betrieb auch erlaubt. In Deutschland wurden die Sender seit etwa 2003 massenhaft in Internetauktionen angeboten, obwohl ihr Betrieb zunächst verboten war. Seit Anfang 2006 erlaubt die Bundesnetzagentur den Betrieb von Geräten mit einer CE-Kennzeichnung und einer effektiven Sendeleistung von 50 Nanowatt ERP. Die aktuelle Verfügung 43/2020 ist bis zum 31. Dezember 2030 befristet.
In anderen deutschsprachigen Ländern ist die Benutzung ebenfalls erlaubt – in der Schweiz aber nur dann, wenn das Gerät auf sämtlichen UKW-Frequenzen von 87.5 bis 108 MHz senden kann; in Österreich ist der Verkauf und die Verwendung seit Dezember 2006 erlaubt. Mit der zugelassenen Sendeleistung von 50 Nanowatt können nur wenige Meter überbrückt werden. Jedoch sind auch Geräte erhältlich, deren Sendeleistung sich bis in den Bereich weniger Milliwatt bewegt. Diese sind im Freien etwa bis zu 200 Meter mit einem gewöhnlichen Radio hörbar und können im Nahbereich andere Radios stören, wenn eine bereits belegte Frequenz gewählt wird. Es gibt Anwender, die ein Stück Draht als Antenne am Sendetransistor anlöten und damit die Reichweite vervielfachen.
Die Minisender kosten meistens zwischen 10 und 50 Euro und sind zum Teil stereofähig. Einige können mit PLL-Technik eine beliebige Frequenz aus dem gesamten Bereich von 87.5 bis 108 MHz wählen. Andere bieten nur wenige festeingestellte Frequenzen an (diese sind in der Schweiz nicht zugelassen). Unter den nicht zugelassenen Geräten befinden sich auch solche, die unterhalb der UKW-Grenze von 87,5 MHz senden können. Diese Geräte nutzen Frequenzen im 4-Meter-Band, die in Deutschland unter anderem für den nichtöffentlichen BOS-Funk verwendet wurden.
Zum Betrieb eines solchen Minisenders wird eine Frequenz benötigt, auf der kein Radioprogramm ausgestrahlt wird.
Auch einige Smartphones (wie das Nokia N8 und das Nokia 808 PureView) oder Navigationssysteme haben FM-Transmitter integriert, mit denen Musik, aber auch zum Beispiel die Navigationsansage, auf das Autoradio übertragen werden kann.
Siehe auch Ultrakurzwellensender.